# Var (departamento)
Var é um departamento da França localizado na região Provença-Alpes-Costa Azul. Sua capital é a cidade de Toulon. Deve o seu nome ao rio Var.